# Estadi Nueva Condomina
La Nueva Condomina és l'estadi de futbol del Reial Múrcia, a més del complex residencial i comercial que tindrà en els seus voltants. Es troba al nord de la capital murciana, a 3 quilòmetres de la ciutat.
Construït per substituir La Condomina, el nou estadi té capacitat per a uns 32.000 espectadors, i va ser inaugurat el dia 11 d'octubre de 2006. A la seva inauguració es va disputar un partit amistós entre la selecció espanyola i Argentina de futbol en la qual Espanya va guanyar per 2-1. El primer gol del nou estadi el va marcar Xavi, jugador del Barça.
Al costat de l'estadi es troba un centre comercial amb el mateix nom, i es construïx una urbanització, que tindrà dos camps de golf.
Tot en conjunt sumarà un total de 2.139.695 m² i encara que el promotor privat de l'estadi va afirmar durant tot el projecte que seria catalogat com estadi cinc estrelles per la UEFA, podent així celebrar finals de la Lliga de Campions de la UEFA, aquest fet finalment s'ha revelat impossible doncs és requisit necessari per a obtenir aquesta qualificació que l'estadi tingui una capacitat mínima de 50.000 espectadors. A aquest macrocomplex es preveu l'arribada del futur tramvia de la ciutat de Múrcia.